# مارلينهيم
مارلين (بالفرنسية: Marlenheim)‏ ([må:rlə]) هي بلدية فرنسية تقع في إقليم الراين الأسفل من منطقة ألزاس في شمال شرق فرنسا. تبلغ مساحة هذه المدينة 14.59 (كم²)، يبلغ عدد سكانها 3522 نسمة حسب إحصاء المعهد الوطني للإحصاء والدراسات الاقتصادية سنة 2009 م. وترأس Marcel Luttmann البلدية خلال فترة (2008-2013).

## توأمة
لمارلينهيم اتفاقيات توأمة مع كل من:
- بويانت
- روست

## وصلات خارجية
- صفحة البلدية على موقع المعهد الوطني للإحصاء والدراسات الاقتصادية (بالفرنسية)